# Croix mariale

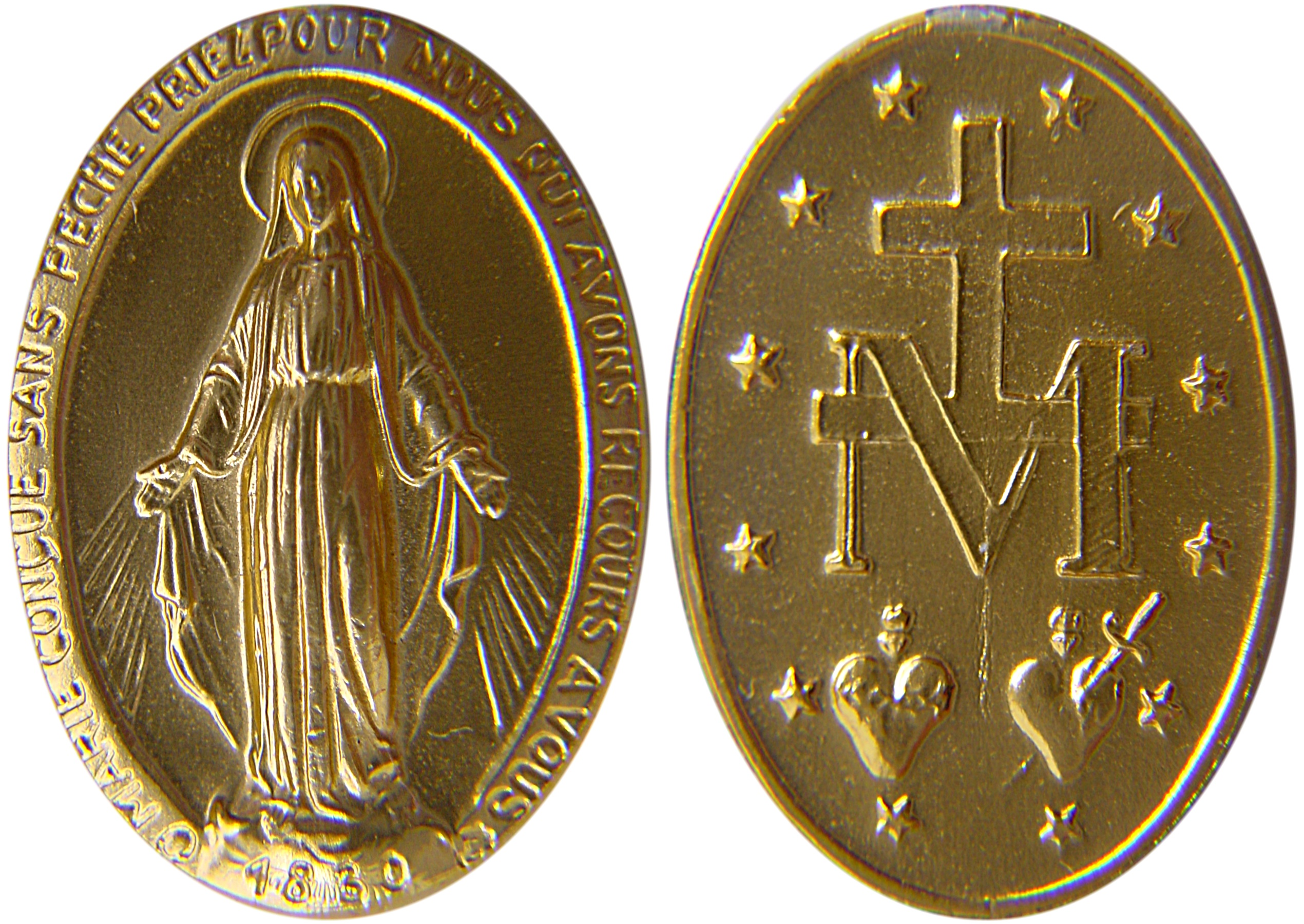
La Médaille miraculeuse de Notre-Dame des Grâces

La croix mariale est une représentation symbolique du lien étroit de Marie avec la mission rédemptrice de Jésus : la lettre « M » sous la croix indique la présence de Marie au pied de la Croix.

## Médaille miraculeuse
On retrouve la combinaison de la lettre M avec une croix latine en 1830, dans le dessin de la Médaille miraculeuse, dite de Notre-Dame des Grâces, fondée sur les révélations de la sainte Catherine Labouré. Sur cette iconographie, la lettre M est surmontée d'une croix latine posée sur une barre entrelacée du grand M,.

## Armoiries du pape Jean-Paul II

Armoiries de Jean-Paul II

Les armoiries papales de Jean-Paul II donnent à voir une croix décalée de sa position centrale habituelle pour faire place à un « M » majuscule dans le quartier à sénestre (soit en bas à droite, aux yeux du spectateur) qui représente la présence de la Vierge Marie à la mort de Jésus.

Dans un article de 1978, l'organe de presse du Saint-Siège, L'Osservatore Romano, en rapporte la signification :
Les armoiries du pape Jean-Paul II se veulent un hommage au mystère central du christianisme, celui de la Rédemption. Elles représentent principalement une croix, dont la forme ne correspond toutefois à aucun des modèles héraldiques habituels. La raison du déplacement inhabituel de la partie verticale de la croix est frappante, si l'on considère le deuxième objet inclus dans les armoiries : le grand et majestueux M majuscule, qui rappelle la présence de la Madone sous la Croix et sa participation exceptionnelle à la Rédemption. L'intense dévotion du Pontife envers la Sainte Vierge se manifeste ainsi.
Jean-Paul II a écrit : « Comme chacun le sait, dans mes armes épiscopales, qui sont une illustration symbolique du texte évangélique de Jean 19 : 25-27. » (« Debout près de la croix de Jésus se trouvaient sa mère et la sœur de sa mère, Marie, femme de Clopas, et Marie de Magdala. Quand Jésus vit là sa mère et le disciple qu'il aimait, il dit à sa mère : « Femme, voici ton fils. » Puis il dit au disciple : « Voici, ta mère. »)